# آلتئیا ۲۵۹

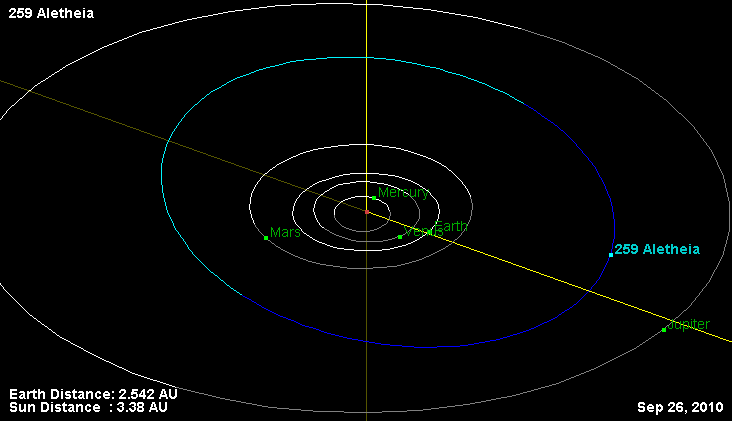
مدار سیارک 259

سیارک ۲۵۹ (به انگلیسی: 259 Aletheia) دویست و پنجاه و نهمین سیارک کشف شده‌است که در ۲۸ ژوئن ۱۸۸۶ کشف شد.
قدر مطلق سیارک برابر ۷٫۷۶ است.